# Ermita de San Isidro (Erdoizta)
La ermita de San Isidro de Erdoizta en el municipio de Régil (Provincia de Guipúzcoa, España) es un edificio rural singular de arquitectura neoclásica, realizado en 1808 por Pedro Manuel de Ugartemendia. Es una arquitectura culta, central y de traza curva, con una delicada composición y claras referencias al mundo romano. 

## Descripción
La ermita refleja un volumen compacto mediante dos cilindros concéntricos.
El cuerpo exterior, de unos 16 metros de diámetro, es un anillo cilíndrico de una sola altura que sirve de atrio circular en más de la mitad de su recorrido, mientras, en su parte trasera, aloja el altar y dependencias anexas. Este primer elemento cuenta con tres pequeños accesos en arco de medio punto dispuestos cada 90 grados de recorrido, mientras un cuarto vano en forma de ventana completa el círculo coincidiendo con el altar. Entre los vanos anteriores y mostrando una jerarquía en la disposición de huecos, se sitúan a 45 grados ventanas adinteladas rectangulares. Al atrio se entra por cualquiera de sus tres puertas. La frontal tiene escalones pétreos debido al desnivel del terreno y coincide a eje con el acceso al templo y el altar. La cubierta se apoya en canes pétreos empotrados en el muro interior.
El cuerpo central interior es un cilindro de unos 10 metros de diámetro. Tiene mayor altura y representa la anteiglesia elevándose a modo de tambor sobre el atrio. Este segundo cuerpo es completamente ciego excepto una ventana termal ubicada sobre la única entrada a la anteiglesia. Hay una imposta de dos fajas de sillería que recorre, a modo de coronación, el cilindro en su borde superior exterior, salvo en la entrada, donde hay un eje vertical formado por el acceso-ventana termal y espadaña.
El volumen del conjunto es murario, sobrio y presenta una composición ordenada de sus vanos. Todas sus fachadas son paños lisos curvos sin concesiones ornamentales. Los vanos se recercan en sillería, mientras los muros de mampostería tienen revoco blanco y la cubierta es de teja cerámica curva. 
El interior se caracteriza por el atrio servidor y de transición que rodea al cuerpo servido y principal que es la anteiglesia. El interior responde al mismo concepto espacial unitario cilíndrico, llegando a disponer el solado de piedra caliza una losa circular en su centro. La sucesión de vanos exterior tiene un reflejo en el perímetro interior del muro de la anteiglesia. Frontalmente al acceso se aloja el altar semicircular mientras en los laterales, a 90 grados, se ubican dos pequeñas capillas. El altar está elevado mediante un zócalo con escalinata pétrea de dos escalones y presenta una dependencia anexa a cada lado. Una imposta recorre interiormente el muro en su parte superior. Dentro de este volumen se sitúa, sobre la entrada, un pequeño coro de madera a modo de entreplanta. El interior se ilumina por la ventana termal frente al altar. Existe un conducto vertical para alojar los mecanismos de un reloj y un púlpito. Presenta intervenciones de otras épocas destacando negativamente la cubierta de hormigón.